# IVa Brygada Etapowa
IVa Brygada Etapowa – wielka jednostka wojsk wartowniczych i etapowych w okresie II Rzeczypospolitej.
Brygada była podporządkowana Dowództwu Okręgu Etapowego 4 Armii.

## Struktura organizacyjna
Organizacja we wrześniu 1920 
- dowództwo brygady w Białej Podlaskiej
- I Poznański batalion etapowy
- II Poznański batalion etapowy
- I Kielecki batalion etapowy
- I Krakowski batalion etapowy

Organizacja w październiku 1920:
- dowództwo brygady – Brześć
- II Poznański batalion etapowy
- I Warszawski batalion etapowy
- V Lubelski batalion etapowy
- I Krakowski batalion etapowy

## Dowódcy brygady
- ppłk / płk piech. Józef Wolf (był we IX i X 1920[2])